# Tierra de orquídeas de Noto y parque floral de Nanao
El Tierra de orquídeas de Noto y parque floral de Nanao en japonés: のと蘭ノ国 (Notorannokuni), es un jardín botánico e invernadero de unos 60 000 m² de extensión, que se encuentra en la Península de Noto próximo a la ciudad de Nanao, Japón. 

## Localización y horario
Este jardín botánico se encuentra ubicado en la "Península de Noto"
のと蘭ノ国 (Notorannokuni), 153 Hosoguchimachi, Nanao, pref. Ishikawa 926-082 Japón
Planos y vistas satelitales.37°2′35.16″N 136°58′3.06″E / 37.0431000, 136.9675167
Se cobra tarifa de visita. 

## Historia
Este complejo lúdico, educativo, que fue construido en 1996 por las recomendaciones que se establecieron para superar el problema de la reducción de turistas.
Cerca de 60.000 m² del lugar, con zona al aire libre de jardín botánico, jardín, restaurante, etc Las orquídeas se instalan en el centro de la cúpula de la mayor exposición de invernaderos de Japón Cara de mar. 
Se abrió al público en el año 2000. El administrador designado para elcomplejo es "Eizo Nanao Corporation Flower Park".

## Colecciones
- Plantas cultivadas para Alimentos
- Museo Polivalente
- Invernadero de las orquídeas, este invernadero de nueva construcción es la estructura más grande de este tipo con vistas al Mar de Japón. Alberga más de 800 especies, con más de 10.000 ejemplares durante todo el año.  
  - Zona de las flores tropicales.
  - Zona ajardinada con Agua.
  - Zona eventos de Floración.

Además:
- 80 metros de diapositiva Roller.
- Campo de Golf de 32 hoyos.
- Espacio abierto en la colina